# Hesthesis variegatus
Hesthesis variegatus är en skalbaggsart som först beskrevs av Fabricius 1775.  Hesthesis variegatus ingår i släktet Hesthesis och familjen långhorningar. Inga underarter finns listade i Catalogue of Life.